# Shigeomi Hasumi
Pour les articles homonymes, voir Hasumi.
 (décembre 2023).
La mise en forme du texte ne suit pas les recommandations de Wikipédia : il faut le « wikifier ».
Les points d'amélioration suivants sont les cas les plus fréquents. Le détail des points à revoir est peut-être précisé sur la page de discussion.
- Les titres sont pré-formatés par le logiciel. Ils ne sont ni en capitales, ni en gras.
- Le texte ne doit pas être écrit en capitales (les noms de famille non plus), ni en gras, ni en italique, ni en « petit »…
- Le gras n'est utilisé que pour surligner le titre de l'article dans l'introduction, une seule fois.
- L'italique est rarement utilisé : mots en langue étrangère, titres d'œuvres, noms de bateaux, etc.
- Les citations ne sont pas en italique mais en corps de texte normal. Elles sont entourées par des guillemets français : « et ».
- Les listes à puces sont à éviter, des paragraphes rédigés étant largement préférés. Les tableaux sont à réserver à la présentation de données structurées (résultats, etc.).
- Les appels de note de bas de page (petits chiffres en exposant, introduits par l'outil «  Source ») sont à placer entre la fin de phrase et le point final[comme ça].
- Les liens internes (vers d'autres articles de Wikipédia) sont à choisir avec parcimonie. Créez des liens vers des articles approfondissant le sujet. Les termes génériques sans rapport avec le sujet sont à éviter, ainsi que les répétitions de liens vers un même terme.
- Les liens externes sont à placer uniquement dans une section « Liens externes », à la fin de l'article. Ces liens sont à choisir avec parcimonie suivant les règles définies. Si un lien sert de source à l'article, son insertion dans le texte est à faire par les notes de bas de page.
- La présentation des références doit suivre les conventions bibliographiques. Il est recommandé d'utiliser les modèles {{Ouvrage}}, {{Chapitre}}, {{Article}}, {{Lien web}} et/ou {{Bibliographie}}. Le mode d'édition visuel peut mettre en forme automatiquement les références.
- Insérer une infobox (cadre d'informations à droite) n'est pas obligatoire pour parachever la mise en page.

Pour une aide détaillée, merci de consulter Aide:Wikification.
Si vous pensez que ces points ont été résolus, vous pouvez retirer ce bandeau et améliorer la mise en forme d'un autre article.
Shigeomi Hasumi (蓮実重臣, Hasumi Shigeomi) (né le 7 décembre 1967 à Tokyo et décédé le 18 juin 2017) est un compositeur, arrangeur et musicien japonais. Connu aussi sous le pseudonyme de Glenn Miyashiro, il a fait ses études à l'Université de Tokyo des études étrangères, où il a obtenu un diplôme du Département des études mongoles.
Il était le petit-fils de Shigeyasu Hasumi, un historien de l'art japonais. Son père était Shigehiko Hasumi, un critique littéraire. Sa mère était belge.

## Vie et œuvre
Il est né le 7 décembre 1967 à Tokyo, Japon, d'un père japonais, Shigehiko Hasumi, et d'une mère belge, Chantal Van Melkebeke, dont la langue maternelle était le français,. Le livre de son père Han Nihongo Ron (1977) décrit un épisode de la vie de Shigeomi, qui a grandi en étant bilingue dès son enfance. Shigeomi apparaît jeune enfant dans un reportage produit par l'ORTF sur le thème du couple Belge et Japonais.
Pendant ses études secondaires, il a rejoint Keihin Kyodaisha, un groupe de musiciens comprenant Yuichi Kishino, Midori Okamura, Hibiki Tokiwa, et Yu Yamaguchi,.
En 1995, il a fait ses débuts avec l'unité de musique légère électronique PACIFIC 231 formée avec Takemasa Miyake, et en 1998 a sorti l'album MIYASHIRO. Leur chanson "SORA NO KOTOZUTE" a été reprise par Hei Tanaka en 2017. Il était également actif dans les domaines de la musique de film, de la musique d'anime et de la musique de publicité télévisée.
En 2003, il a composé la musique du film dramatique Jellyfish. En 2009, il a remporté le 64e Prix Mainichi de la Meilleure Musique pour la musique du film Je suis un Stalker de Chat (japonais : 私は猫ストーカー),,.
Il est décédé d'un cancer du côlon le 18 juin 2017 à l'âge de 49 ans,,.

## Récompenses
| Année | Récompense            | Catégorie         | Projet                                                   | Résultat | Références |
| ----- | --------------------- | ----------------- | -------------------------------------------------------- | -------- | ---------- |
| 2009  | Prix du film Mainichi | Meilleure Musique | Je suis un Stalker de Chat (japonais : 私は猫ストーカー) | Lauréat  | ,          |